# Sommerbuch
Sommerbuch (schwedischer Originaltitel Sommarboken) ist ein Jugendroman der finnlandschwedischen Autorin Tove Jansson, der im Jahr 1972 bei Schildts Förlag veröffentlicht wurde. Die deutsche Erstausgabe erschien 1976 beim List Verlag.

## Inhalt
Die sechsjährige Sophia verbringt mit ihrer Großmutter und ihrem Vater die Sommermonate auf einer kleinen finnischen Schäreninsel. Sophias Mutter ist tot, doch wie und wann sie gestorben ist, erfährt man nicht. Der Vater ist Fischer, mit dessen Boot sie immer wieder das Meer und die benachbarten Inseln erkunden.
Während des Sommers warten jede Menge Abenteuer auf das kleine Mädchen: Sophia überwindet ihre Angst vor tiefem Wasser, sie feiert mit Vater und Großmutter Mittsommer, und sie beobachtet, wie Bulldozer eine Landstraße durch die unberührte Landschaft errichten. Sophia vernarrt sich in ein Kätzchen, bis dieses älter wird und in diesem das Raubtier erwacht. Die Großmutter erzählt von der Lagunenstadt Venedig, was Sophia überaus faszinierend findet und ihre Fantasie zum Leben erweckt. Eines Tages fürchtet sich Sophia plötzlich vor Insekten und kleinen Tieren. Der Sommer bleibt schließlich als jener mit dem großen Sturm in Erinnerung.
Während all dieser Zeit und Erlebnisse führen die Großmutter und ihre Enkelin unzählige Gespräche, teilweise philosophischer Natur. Sie unterhalten sich über Belanglosigkeiten oder erörtern die großen Fragen des Lebens wie Liebe, Religion und Tod. Ist ihr Verhältnis anfangs nicht immer friktionsfrei, kommen sie sich im Laufe des Buches näher und das ungleiche Paar findet trotz ihres Altersunterschieds eine gemeinsame Basis und beide lernen, sich mit den Schwächen des anderen abzufinden.

## Rezeption
Lucinda Hawksley schreibt in ihrer Buchrezension: „Sommerbuch ist ein lustiges Buch, voller Weisheit und gar nicht rührselig, ein moderner Klassiker der skandinavischen Literatur.“ Der Autor Philip Pullman befindet: „Tove Jansson war ein Genie. Ihr Sommerbuch ist ein fabelhafter und wunderbar weiser Roman, der darüber hinaus auch noch Witz hat.“ Monika Osberghaus schreibt in der FAZ: „In Deutschland war das Sommerbuch lange vergriffen. Nun ist es noch einmal aufgelegt worden, und die neue Übersetzung von Birgitta Kicherer gibt es uns in alter Frische und Schroffheit wieder. Wenn die anderen Großelternbücher gönnerhafte, einschläfernde Anleitungen zum Umgang mit Alter und Jugend sind, dann ist das Sommerbuch das geeignete Gegenmittel: Es macht immun gegen falsche Sentimentalität, es macht wach.“ Die Neue Zürcher Zeitung bezeichnet laut dem Kulturmagazin Perlentaucher Janssons ‚Episoden-Roman‘ schlicht als ‚wunderbares Büchlein‘.

## Referenzen
Sommerbuch ist  in dem literarischen Nachschlagewerk 1001 Kinder- und Jugendbücher – Lies uns, bevor Du erwachsen bist! für die Altersstufe 12+ Jahre enthalten.

## Ausgaben
- Sommarboken. Schildt Förlag, Esbo 1972 (schwedisch).
- Sommerbuch. List, 1976.

## Adaptionen
Der Roman wurde 2024 unter der Regie von Charlie McDowell mit dem Titel The Summer Book verfilmt. Glenn Close spielt darin die Großmutter.